# Valentina Nikolajevna Goluběvová
Valentina Nikolajevna Goluběvová (rusky Валентина Николаевна Голубева; 9. března 1949 selo Nazarovo) je sovětská tkadlena pracující v tkalcovských podnicích v Ivanovu. Od roku 1986 působila jako ředitelka a kariéru zakončila roku 2002 jako generální ředitelka Velké ivanovské manufaktury (Большая ивановская мануфактура).
Již jako dělnice byla ve své době ceněna nejvyššími vyznamenáními, byla dvojnásobná hrdinka socialistické práce (1977, 1984), laureátka Státní ceny SSSR (1980). V roce 1982 byla členkou komise pro přípravu pohřbu Leonida Brežněva.